# Companhia Energética de São Paulo
Companhia Energética de São Paulo (CESP) foi uma empresa estatal de de energia elétrica do Estado de São Paulo, que possuiu três usinas hidrelétricas integradas ao Sistema Interligado Nacional (SIN), atuando nos segmentos de geração, transmissão e distribuição de energia.

## História

### Formação
Desde a década de 40, o setor elétrico do estado de São Paulo era servido por empresas privadas, como a Light e a Companhia Paulista de Força e Luz. No entanto, o setor privado não estava conseguindo atender à crescente demanda por energia, resultante do desenvolvimento industrial. A dificuldades de abastecimento elétrico e de investimentos, bem como o esgotamento dos potenciais hidrelétricos de investimento da Light, demandaram a necessidade da intervenção do Estado de forma a garantir a continuidade do serviço vital para o desenvolvimento econômico do estado.
Em 1948, foi criado o Conselho Estadual de Energia Elétrica.
A Lei nº 1.350 de 12 de dezembro de 1951 criou o DAEE (Departamento de Águas e Energia Elétrica).
Em 1952, foi desenvolvido o Plano Básico de Eletrificação do Estado, que deu origem às primeiras usinas e empresas do Governo Estadual (USELPA – Salto Grande e CHERP – Euclides da Cunha – Limoeiro). As empresas era de capital misto, com capital público e privado.
A CESP foi inicialmente constituída pelo governo de São Paulo, em 5 de dezembro de 1966, pela fusão de onze empresas de energia elétrica que atuavam isoladamente, a fim de centralizar o planejamento e racionalização dos recursos do estado de São Paulo no setor energético, recebendo o nome de Centrais Elétricas do Estado de São Paulo (CESP).
As onze empresas fusionadas, das quais cinco eram empresas de economia mista com participação majoritária do governo estadual, eram:
- Usinas Elétricas do Paranapanema (Uselpa),
- Companhia Hidroelétrica do Rio Pardo (Cherp), que detinha o controle acionário de:
  - Central Elétrica de Rio Claro (Sacerc) e de suas associadas;
  - Empresa Melhoramentos de Mogi Guaçu;
  - Companhia Luz e Força de Jacutinga e
  - Empresa Luz e Força de Mogi Mirim
- Centrais Elétricas de Urubupungá (Celusa),
- Bandeirante de Eletricidade (Belsa), que controlava:
  - Companhia Luz e Força de Tatuí e
  - Empresa Luz e Força Elétrica de Tietê
- Companhia Melhoramentos de Paraibuna (Comepa).

A CESP, a partir de sua criação, passou a ser a maior empresa de geração de energia elétrica brasileira.
Em 1975, a CPFL teve o controle acionário repassado à CESP.
Em 1984, o controle acionário da Comgás passa para a CESP.
A CESP chegou a ter uma participação de quase 30% na capacidade instalada e de geração no País. No fim da década de 1980, o parque gerador da CESP era o maior do país, com uma soma de potencial instalado de 8.649.080 kW.

### Primeira alteração
Em 27 de outubro de 1977, a razão social da CESP foi alterada para Companhia Energética de São Paulo. Com isso, procurava-se ampliar a atuação da empresa, abrindo espaço para o desenvolvimento de outras formas de energia que não somente a hidrelétrica. Assim teve início o estudo de fontes alternativas de energia, como o hidrogênio e o metanol. Passou, então, a ser uma empresa reconhecida mundialmente em função de sua tecnologia desenvolvida nas áreas de geração, transmissão e distribuição de energia elétrica. Os trabalhos desenvolvidos na área de meio ambiente e hidrovia foram pioneiros no setor elétrico brasileiro, e serviram de referência ao setor.

### Desastre ambiental
Em 1980, durante o governo de Paulo Maluf, iniciou-se a construção da Usina hidrelétrica Porto Primavera nos municípios de Rosana (paulista) e Bataiporã (sul-matogrossense). Embora prevista para ser colocada em funcionamento em 1988, por desvio de verbas a obra atrasou-se até o fim da década de 1990.
Devido ao pouco declive do local, o tamanho da área a ser inundada para a criação da barragem da usina era gigantesco – o maior lago artificial do Brasil e um dos maiores do mundo, com 2.250 Km², ou 225 mil hectares, maior que o de Itaipu, e aumentando em nove vezes o leito do rio Paraná. Tudo isso para produzir uma quantidade muito pequena de energia elétrica, 1.800 megawatts, o que fazia da Usina de Porto Primavera a terceira mais ineficiente do mundo em termos de custo e benefício.
A região inundada pelo lago, em sua maior parte no estado de Mato Grosso do Sul, tratava-se da maior e melhor reserva de argila da América do Sul, era um importante sítio arqueológico e abrigava quase duas mil famílias ribeirinhas. Também se tratava de um dos ecossistemas de maior biodiversidade do Brasil e do mundo, com características semelhantes às do Pantanal, abrigando dezenas de espécies animais e vegetais em extinção. Por esses e outros motivos, várias ações judiciais passaram a ser movidas contra a CESP.
Quando, em novembro de 1998, a companhia conseguiu se livrar de uma ação do Ministério Público de Presidente Prudente, iniciou, sem licença ambiental, o apressado enchimento do reservatório de Porto Primavera. Por ter a área muitos varjões, até mesmo as tentativas de capturar os animais ali localizados haviam fracassado e, assim, milhares deles, muitos em extinção, morreram afogados. Em um mês, 253 dos 257 metros do reservatório estavam cheios. Este foi considerado o maior desastre ecológico da história do Brasil. Era intenção da CESP e de seu presidente, Angelo Andrea Matarazzo, completar os trabalhos na Usina de Porto Primavera para que se pudesse dar procedimento à privatização da companhia.

### Privatização
O governo do estado de São Paulo promoveu, a partir de 1996, o processo de privatização de seu setor energético com a lei estadual número 9.361/96 e a coordenação pelo Conselho Diretor do Programa Estadual de Desestatização (PED). Em 5 de novembro de 1997, foram vendidas 60,7 % das ações ordinárias da Companhia Paulista de Força e Luz (CPFL), controlada pela CESP desde 1975.
Em 1 de junho de 1998 foi criada a Elektro - Eletricidade e Serviços, subsidiária da CESP. Reunia a distribuição de energia elétrica, com um milhão de clientes distribuídos por duzentos e vinte oito municípios nos estados de São Paulo e Mato Grosso do Sul. Sua privatização ocorreu em 16 de julho de 1998, com a venda de 90% das ações ordinárias em leilão na Bolsa de Valores de São Paulo (Bovespa).
Em abril do ano seguinte, a CESP passou por uma cisão parcial. Foram criadas duas empresas de geração e uma de transmissão de energia elétrica. A empresa de transmissão, chamada de Companhia de Transmissão de Energia Elétrica Paulista, permaneceu sob controle do governo até junho de 2006, quando foi vendida por R$ 1,193 bilhão para o grupo ISA (Interconexión Eléctrica S/A Esp), da Colômbia, com um ágio de 57,89% sobre o preço mínimo de R$ 755,6 milhões. Duas empresas de geração foram privatizadas: a Companhia de Geração de Energia Elétrica Paranapanema, cujo leilão na Bovespa ocorreu em 28 de julho de 1999, e a Companhia de Geração de Energia Elétrica Tietê, privatizada em 27 de outubro de 1999. A CESP continuou com o controle das usinas hidrelétricas.
A CESP também terminou sua participação na Companhia de Gás de São Paulo (Comgás) e vendeu os 61,9 % que tinha do capital social daquela empresa em leilão na Bovespa, em 14 de abril de 1999.
O governo do estado de São Paulo decidiu em 15 de maio de 2001 adiar a realização do leilão de venda de ações do capital social da CESP, que seria realizado em 16 de maio do mesmo ano. O adiamento decorreu por motivos alheios à vontade do governo do estado, relacionados à indefinição quanto às medidas de contenção do consumo de energia elétrica, que ainda não haviam sido anunciadas pelo Governo Federal e que poderiam influenciar significativamente o comportamento do mercado em geral.
Foi marcado novo leilão de privatização para 26 de março de 2008 porém esse leilão fracassou, pois nenhum dos concorrentes fez o depósito das garantias exigidas.
No dia 19 de outubro de 2018, após quatro tentativas frustradas de privatização, o consórcio São Paulo Energia, formado entre as empresas Votorantim Energia e o Canada Pension Plan Investment Board (CPPIB), arrematou o controle acionário do governo paulista na CESP, pelo valor de R$ 1,7 bilhão. Adicionalmente, o consórcio deverá pagar R$ 1,397 bilhão de outorga pela renovação antecipada da concessão da Usina Engenheiro Sérgio Motta (Porto Primavera), por 30 anos, até 2048. O atual contrato de concessão com o governo federal vence em 2028.
Em 28 de março de 2022, a CESP foi incorporada pela VTRM Energia, joint venture da Votorantim Energia e do CPPIB, e a nova empresa resultante da fusão passou a se chamar Auren Energia.
| Empresa                                               | Atividade              | Leilão                | Valor                            | Vencedor |
| ----------------------------------------------------- | ---------------------- | --------------------- | -------------------------------- | --- |
| Companhia Paulista de Força e Luz (CPFL)              | Geração e distribuição | 5 de novembro de 1997 | 3,015 bilhões (ágio de 70,15%)   | VBC Energia (45% - Votorantim, Bradesco e Camargo Corrêa), Previ (38%) e Bonaire Participações (17% - Funcesp, Sistel, Petros e Sabesprev) |
| Elektro                                               | Distribuição           | 16 de julho de 1998   | R$ 1,479 bi (ágio de 98,9%)      | Enron |
| Companhia de Gás de São Paulo (Comgás)                | Distribuição de gás    | 14 de abril de 1999   | R$ 1,65 bi (ágio de 119%)        | British Gas (65%) e Shell (24%) |
| Companhia de Geração de Energia Elétrica Paranapanema | Geração                | 28 de julho de 1999   | R$ 1,239 bilhão (ágio de 90,21%) | Duke Energy (atualmente CTG Brasil) |
| Companhia de Geração de Energia Elétrica Tietê        | Geração                | 27 de outubro de 1999 | R$ 938 mi (ágio de 30%)          | AES Brasil |
| Companhia de Transmissão de Energia Elétrica Paulista | Transmissão            | 28 de junho de 2006   | R$ 1,193 bilhão (ágio de 57,89%) | Interconexión Eléctrica (ISA) |
| Companhia Energética de São Paulo                     | Geração                | 19 de outubro de 2018 | R$ 1,960 bilhão (ágio de 2,09%)  | CPPIB e Votorantim Energia (atual Auren)                                                                                                   |

## Usinas
A CESP possuía três usinas hidrelétricas:
- uma instalada no Rio Paraná:
  - UHE Porto Primavera (Engenheiro Sérgio Motta).

- duas na bacia do Rio Paraíba do Sul:
  - UHE Paraibuna, no Rio Paraibuna;
  - UHE Jaguari, no Rio Jaguari.

Todas as usinas da CESP eram integradas ao Sistema Interligado Nacional (SIN) e despachadas pelo Operador Nacional do Sistema Elétrico (ONS).
A UHE Três Irmãos não teve sua concessão renovada e foi devolvida ao governo federal. Duas das principais usinas da CESP foram leiloadas à empresa chinesa Três Gargantas (proprietária da Hidrelétrica das Três Gargantas), após o fim de seu período de concessão: UHE Ilha Solteira e UHE Jupiá (Engenheiro Souza Dias).
Os reservatórios de Ilha Solteira e Três Irmãos são interligados pelo canal Pereira Barreto, que é navegável, possibilitando que embarcações oriundas da bacia do Tietê possam ter acesso à bacia do Paraná e vice-versa.

## Mercado
O mercado consumidor suprido pela CESP é composto pelas principais distribuidoras de energia elétrica do estado de São Paulo: Enel Distribuição São Paulo, EDP São Paulo, CPFL Energia e Neoenergia Elektro.